# Бречко, Мишо
Мишо Бречко (словен. Mišo Brečko; род. 1 мая 1984[…], Трбовле) — словенский футболист, защитник. Выступал за сборную Словении.

## Клубная карьера
Свою карьеру Мишо начал в молодёжной команде «Рудара» из своего родного города. В сезоне 2002/03 выступал за «Фактор», который тогда выступал в Третьей лиге. Сезон 2003/04 провёл в клубе «Шмартно-об-Паки» из Первой лиги. В июле 2004 года перешёл в немецкий «Гамбург». В сезоне 2004/05 Бречко лишь семь раз появлялся в составе и в 2005 году был отдан в аренду в «Ганзу». За «Ганзу» игрок сыграл 24 матча и забил один гол, однако «Гамбург» вновь отдал его в аренду, в «Эрцебирге» из Второй Бундеслиги. Летом 2008 года перешёл в «Кёльн», подписав трехлетний контракт с клубом. Первые голы за новый клуб Мишо забил 14 марта 2009 года в матче против «Боруссии» из Мёнхенгладбаха (2:4).

## Международная карьера
С 2003 по 2006 год выступал за молодёжную сборную. 17 ноября 2004 дебютировал в главной сборной в товарищеском матче против команды Словакии (0:0).